# Кулебська трагедія
Кулебська трагедія — бій підпільників ОУНР проти чималого загону НКВС, що стався на хуторі Кулеби (нині село Дуляби Тернопільської області) в ніч із 21 на 22 лютого 1941 року.
Восени 1939 року на територію Галичини увійшли радянські війська, яких місцеве населення сприймало як визволителів. Однак дуже швидко примусова колективізація, репресії та вивезення найкращих людей до Сибіру змінили ставлення галичан до СРСР. Організація Українських Націоналістів, яка мала досвід боротьби з польськими окупантами, почала активно протидіяти завойовникам.
У селах Стратині та Добринові Рогатинського району сформувались підпільні групи ОУН. Група не лише ідеологічно не сприймала радянську владу, але вдавалась до збройного опору. Підпільники нападали на міліцейські патрулі, відбирали зброю, поширювали листівки серед населення з закликами не підкорятись радянській владі.
Група складалась із семи осіб віком від 18 до 27 років. Через зраду сексота у ніч із 21 лютого на 22 лютого 1941 року енкаведисти провели акцію зі знищення кулебської групи. Вночі великий загін енкаведистів, у якому було 200 бійців, виїхав із Бережан і направився до Стратина. Хутір Кулеби оточили з усіх боків, щоб перекрити шляхи для відступу. В результаті запеклого бою вся Кулебська сімка загинула. Прострілені тіла підпільників енкведисти положили на сані, накрили брезентом і повезли до Бережан. Досі невідомо, де вони закопали тіла підпільників. Пошуки рідних успіхом не увінчались.
У цьому бою загинули підпільники ОУН Іван Галай, Богдан Гульовський, Володимир Лопушанський, Григорій Москаль, Василь Солтис, Григорій Шкапій і Максим Шуран.
Пам'ятник загиблим героям спорудили ще в 1942 році. З новим приходом більшовиків стелу перенесли на кладовище, а тризуб закопали. В 1995 році пам'ятник у Стратині відновили, а 2002-го під час орання ріллі знайшовся й тризуб, який пролежав у землі 58 років.

## Джерело
- Кулебська трагедія [Архівовано 13 грудня 2011 у Wayback Machine.] // Український тиждень.